# The Divergent Series: Allegiant
The Divergent Series: Allegiant (Divergente la serie: Leal en Hispanoamérica, La serie Divergente: Leal en España) es una película estadounidense de ciencia ficción y aventura dirigida por Robert Schwentke con un guion de Noah Oppenheim. Es la primera parte de las películas cinematográficas basadas en la novela Leal, el último libro de la trilogía Divergente, escrita por Veronica Roth, y la tercera entrega de La serie Divergente, producida por Lucy Fisher, Pouya Shabazian y Douglas Wick, y distribuida por Summit Entertainment. Está protagonizada por Shailene Woodley, Theo James, Octavia Spencer, Ray Stevenson, Zoë Kravitz, Miles Teller, Ansel Elgort, Naomi Watts, y Jeff Daniels. Es la secuela de The Divergent Series: Insurgent. Estaba planeada una continuación: The Divergent Series: Ascendant, que fue cancelada.

## Sinopsis
Después de las revelaciones trascendentales de The Divergent Series: Insurgent, Tris debe escapar con Cuatro e ir más allá del muro que encierra Chicago. Por primera vez en la historia, van a salir de la única ciudad que han conocido a fin de encontrar una solución pacífica para su ciudad. Una vez fuera, los viejos descubrimientos rápidamente se vuelven sin sentido con la revelación de nuevas verdades impactantes. Tris y Cuatro deben decidir rápidamente en quién pueden confiar en una batalla despiadada que se produce más allá de las paredes de Chicago y que amenaza a toda la humanidad. Para sobrevivir, Tris se verá obligada a tomar decisiones imposibles sobre el coraje, la lealtad, el sacrificio y el amor.

## Reparto
- Shailene Woodley como Tris Prior (antes Beatrice).
- Theo James como Cuatro (antes Tobias Eaton).
- Ansel Elgort como Caleb Prior.
- Zoë Kravitz como Christina.
- Miles Teller como Peter Hayes.
- Jeff Daniels como David.[3]
- Naomi Watts como Evelyn Johnson-Eaton.
- Octavia Spencer como Johanna Reyes.
- Maggie Q como Tori Wu.
- Keiynan Lonsdale como Uriah Pedrad.
- Nadia Hilker como Juanita "Nita".[4]
- Ray Stevenson como Marcus Eaton.
- Bill Skarsgård como Matthew.
- Jonny Weston como Edgar.
- Andy Bean como Romit.

## Producción

### Preproducción
En diciembre de 2013, Summit Entertainment se anunció que la adaptación cinematográfica de Leal, la tercera y última novela de la trilogía Divergente, sería lanzada en marzo de 2016, sirviendo como el final de la serie, que en ese momento estaba planeada como una trilogía, pero el 11 de abril de 2014, el estudio decidió dividir la novela en una película de dos partes, al igual que Harry Potter, Crepúsculo, y Los juegos del hambre, franquicias que hicieron lo mismo con los episodios finales de cada serie. Los copresidentes de Lionsgate Motion Picture Group, Rob Friedman y Patrick Wachsberger, dijeron en un comunicado que, "Veronica Roth trae su cautivadora historia a una conclusión magistral en 'Insurgente', un rico libro, lleno de acción con el material que se adapta perfectamente al cumplimiento de dos fuertes películas. El arco de narración y el mundo de los personajes se prestan perfectamente a dos películas, una estrategia de la narración de cuentos que ha funcionado muy bien para nosotros en las dos películas de 'Twilight Breaking Dawn' y sobre el cual estamos tremendamente entusiastas para las dos próximas películas 'Mockingjay' de la franquicia 'Los juegos del hambre'". Noah Oppenheim fue anunciado como el guionista de la primera parte de la adaptación de Leal el 9 de julio de 2014. El 5 de diciembre de 2014, se anunció que Robert Schwentke volverá a dirigir la Parte 1.

### Casting
En marzo de 2015, se confirmó que Shailene Woodley, Theo James, Ansel Elgort, Zoë Kravitz, Naomi Watts, Miles Teller, Keiynan Lonsdale y Octavia Spencer repetirían sus papeles de películas anteriores.
El 28 de abril de 2015, se informó de que el nominado a un Globo de Oro, Jeff Daniels, se unía al reparto como David, el líder de la Oficina de Bienestar Genético. El 1 de mayo de 2015, se anunció que Bill Skarsgard se había unido al reparto como Matthew.

### Rodaje
El rodaje comenzó el 18 de mayo de 2015, en Atlanta, Georgia.

## Recepción
Leal ha recibido críticas negativas de parte de la crítica y mixtas de parte de la audiencia. En el portal de internet Rotten Tomatoes, la película posee una calificación de 12%, basada en 160 reseñas, con una puntuación de 4/10 por parte de la crítica y con un consenso que dice "Allegiant mejora en algunos niveles superficiales de las entradas anteriores de la Serie Divergente, pero no son suficientes para contrarrestar un sentido de aburrimiento en crecimiento con una franquicia que ha ido demasiado largo", mientras que la audiencia le ha dado una calificación de 46%. 
La página Metacritic le ha dado a la película una puntuación de 33 de 100, basada en 33 críticas, indicando "reseñas generalmente desfavorables". Las audiencias de CinemaScore le dieron al filme una puntuación promedio de "B" en una escala de A+ a F, mientras que en el sitio IMDb los usuarios le han dado una puntuación de 5.9/10, con base en más de 29 000 votos. En SensaCine ha recibido una aprobación de 3/5. Finalmente FilmAffinity le dio 5.1 con base en 1720 votos.

## Secuela
La última película de la franquicia, The Divergent Series: Ascendant, tenía previsto su estreno para el 9 de junio de 2017; sin embargo, debido a la baja recaudación de las últimas entregas, la productora, Lionsgate, decidió cancelar la saga definitivamente.